# The Swan Princess: Escape from Castle Mountain
The Swan Princess: Escape from Castle Mountain (La princesa encantada 2: El secreto del castillo en Hispanoamérica, y La princesa cisne II: El secreto del castillo en España) es una película de animación de 1997 dirigida por Richard Rich, secuela de La princesa cisne.

## Argumento
El primer aniversario de la boda de la princesa Odette y el príncipe Derek  se ve interrumpido por el peligroso vandalismo de Knuckles, el secuaz del malvado mago Clavius. Se revela que Clavius era el antiguo compañero en el crimen del villano, Rothbart; conquistaron juntos las Artes Prohibidas, hasta que Rothbart lo llevó a la clandestinidad después de traicionar su asociación. Ahora, Clavius quiere reclamar el orbe mágico de las Artes Prohibidas que se encuentra en algún lugar del castillo del Lago de los Cisnes, que se ha convertido en el nuevo hogar de Derek y Odette. Clavius hace que Knuckles realice actos de vandalismo en el reino como el de provocar incendios, robos en la aldea que mantuvieron a Derek muy ocupado y lo hacen descuidar tanto a su esposa como a su madre.
En el quincuagésimo cumpleaños de la reina Uberta, es secuestrada por Clavius, que pretende usarla como chantaje. Cuando el lacayo de Uberta, Sir Chamberlain, envía a Derek la carta, afirmando que Uberta ha sido capturada, se dispone a rescatar a su madre. Mientras tanto, Clavius se cuela en el castillo del Lago de los Cisnes, donde secuestra a Odette y la encierra en una torre y luego va tras el orbe él mismo. Bridget, que una vez fue la cómplice de Rothbart, se ha unido al lado del bien cuando se enamoró de Chamberlain, reconoce a Clavius y sabe que está detrás de las Artes Prohibidas. Ella lleva a Speed, Puffin y Jean-Bob a las catacumbas debajo del castillo, donde encuentran el orbe primero. Después de reclamar el orbe, corren escaleras arriba y liberan a Odette. Odette sabe ahora que Derek se dirige a una trampa, pero Puffin no puede volar porque su cola ha sido herida por Knuckles, por lo que convence a Bridget de usar el orbe para convertirla en un cisne. Una vez transformada, Odette vuela para advertir a Derek. Clavius tropieza con el grupo restante y se produce una persecución. Clavius finalmente obtiene el orbe y encierra a Bridget y a los animales en la mazmorra acuática, aunque luego logran escapar.
Mientras tanto, la princesa Odette llega a Derek a tiempo para salvarlo de ahogarse en un pozo de arenas movedizas. Corriendo de regreso al castillo, Odette y Derek ven a Clavius escapando en su globo aerostático, del que Speed, Puffin y Jean-Bob se aferran en secreto con la esperanza de poder recuperar el orbe. Derek y Odette siguen el globo hasta la guarida del volcán de Clavius. Knuckles intenta detenerlos, y después de una pelea, Knuckles cae en la piscina de lava debajo del volcán muriendo.
Clavius celebra su recuperación de las Artes Prohibidas de nuevo, pero Derek llega y los amigos animales liberan a Uberta de su prisión. Durante la pelea, Jean-Bob salta sobre la cabeza de Clavius para evitar que le dé un golpe mortal a Derek. Desafortunadamente, Jean-Bob muere cuando lo arrojan. Derek toma en sus manos el orbe y el grupo se apresura a escapar en el globo. Clavius intenta detenerlos, y durante la lucha, el orbe se cae. El orbe se hace añicos, causando una erupción en el volcán. Clavius muere en la explosión resultante, mientras que todos escapan.
Más tarde, todos están en El lago de los cisnes, esperando que la luna salga sobre Odette, que está esperando en la superficie con Jean-Bob en su ala. Cuando la luz de la luna toca a Odette, ella se transforma de nuevo a su forma humana y Jean-Bob revive. La pandilla celebra su victoria y el cumpleaños de Uberta. Al día siguiente, su ayuda de Lord Rogers, le dice a Derek que un invitado real de Lincolnshire había llegado al castillo, pero Derek le pide a Rogers que se encargue de él, ya que desea pasar el día con Odette. Los dos comparten un beso, disfrutando de su tiempo juntos a solas por fin.

## Reparto y doblaje
| Personaje       | Actor de voz (Estados Unidos)                 | Actor de voz (España)                                      |
| --------------- | --------------------------------------------- | ---------------------------------------------------------- |
| Princesa Odette | Michelle Nicastro                             | María Antonia Rodríguez / Yolanda de las Heras (canciones) |
| Príncipe Derek  | Douglas Sills                                 | José Luis Gil                                              |
| Clavius         | Jake Williamson / Michael Lanning (canciones) | Paco Hernández / Tony Cruz (canciones)                     |
| Reina Uberta    | Christy Landers                               | Marta Martorell                                            |
| Jean Bob        | Donald Sage Mackay                            | Ángel Egido                                                |
| Veloz           | Doug Stone                                    | Gonzalo Durán                                              |
| Puffin          | Steve Vinovich                                | Salvador Aldeguer                                          |
| Lord Rogers     | Joseph Medrano                                | Pedro Sempson                                              |
| Chambelán       | James Arrington                               | Luis Varela                                                |
| Knuckles        | Joey Camen                                    | Héctor Cantolla                                            |
| Bromley         | Owen Miller                                   | Juan Perucho                                               |
| Bridget         | Rosie Mann                                    | Matilde Conesa                                             |

- Datos: Q2633422